# Euprosopia insulicola
Euprosopia insulicola är en tvåvingeart som beskrevs av Malloch 1940. Euprosopia insulicola ingår i släktet Euprosopia och familjen bredmunsflugor. Inga underarter finns listade i Catalogue of Life.